# Роте, Том
Том Александер Роте (нем. Tom Alexander Rothe; родился 29 октября 2004) — немецкий футболист, левый защитник клуба «Унион» (Берлин).

## Клубная карьера
Выступал за молодёжную команду «Санкт-Паули». В июле 2021 года присоединился к молодёжной команде немецкого клуба «Боруссия Дортмунд».
16 апреля 2022 года дебютировал в основном составе «Боруссии» в матче Бундеслиги против «Вольфсбурга», отметившись забитым мячом. В возрасте 17 лет и 169 дней стал самым молодым игроком, который забил гол в Бундеслиге в своём дебютном матче.
1 июля 2023 года на правах аренды стал игроком «Хольштайна». По итогу сезона 2023/24 вместе с клубом занял 2-е место во Второй Бундеслиге, что позволило подняться в элиту немецкого футбола.

## Карьера в сборной
Выступал за сборные Германии до 17 и до 19 лет.